# Piper politum
Piper politum är en pepparväxtart som beskrevs av C. Dc.. Piper politum ingår i släktet Piper och familjen pepparväxter. Utöver nominatformen finns också underarten P. p. pallidibracteum.